# گنجشک‌وارگان
گنجشک‌وارگان (به لاتین: Passerida)، در رده‌بندی سیبلی-آلکوئیست، یکی از دو خردراسته (parvorders) در زیرراسته پرندگان آوازخوان است (استاندارد طبقه‌بندی آنها را در رتبه فروراسته قرار داد). در حالی که پژوهش‌های جدیدتر نشان می‌دهد که آرایهٔ خواهری آن، کلاغ‌وارگان، یک گروه تک‌تباری نیست، گنجشک‌وارگان به عنوان یک کلاد متمایز به‌طور گسترده پذیرفته شده است.

### بالاخانواده سسک‌واران
عمدتاً حشره‌خواران کوچک، پراکنش در منطقه هند و اقیانوس آرام است. تعداد کمی در قاره آمریکا یافت می‌شوند، بیشترین تنوع خانواده‌ها احتمالاً در نیمه‌گرمسیری شرق آسیا و مناطق گرمسیری آفریقا را دارد. روابط این دومی هنوز تا سال ۲۰۱۹ به خوبی حل نشده است.
- توکایان خندان: توکاهای خندان و وابستگان
- Pellorneidae: فولوتا و لیکویان زمینی
- لیکویان جهان قدیم: لیکوها، لیکوهای نوک‌شمشیری
- چشم‌سفیدان: چشم‌سفیدها
- سسکان راستین: لیکوهای سسکی
- سسکان دم‌پهن: درختچه‌های کتیا و وابستگان
- سسک جنبان: سسک جنبان
- مگس‌گیران زرد: مگس‌گیرهای زرد
- چرخ‌ریسک دم‌دراز: چرخ‌ریسک‌های دم‌دراز
- Hyliidae: به‌طور مشکوک از کمرکلیان متمایز شدند؛ سرده‌های پازیتونی و پازیتونی چرخ‌ریسکی توسط Gill و Donsker به عنوان Incertae sedis در نظر گرفته شدند و به رسمیت شناخته نشده است.[۳]
- سسکان برگی: سسک‌های برگی و وابستگان
- بلبلان: بلبل‌ها
- پرستویان: پرستوها و چلچله‌ها
- سسکان مالاگاسی: سسک‌های ماداگاسکاری
- Donacobiidae: کلاه سیاه
- سسکان ملخی (Locustellidae): پرندگان علفزار و وابستگان
- سسکان نیزار: سسک‌های نیزار و وابستگان
- بال‌فنجانیان: بال‌فنجانی‌ها
- سبدنشینان: سسک‌های دم‌چتری و وابستگان
- سسک‌های آفریقایی: سسک‌های آفریقایی
- چکاوکان: چکاوک‌ها
- چرخ‌ریسکان نیزار: چرخ‌ریسک نیزار
- نیکامرغان: نیکامرغ‌ها

### بالاخانواده مگس‌گیرواران
به‌طور کلی حشره‌خوارهای با اندازه متوسط، با میوه‌خواری نیز بسیار مهم است. پراکندگی تقریباً جهانی با محوریت مناطق گرمسیری جهان قدیم دارند. یک خانواده بومی قاره آمریکا هستند، دو خانواده تقریباً جهانی هستند، اما نیمی از خانواده‌ها در قاره آمریکا (و استرالیا) حضور ندارند یا تقریباً وجود ندارند. بسیاری از آنها پاهای قوی دارند و می‌توانند به سرعت روی زمین بدوند. برخی رنگ‌های روشن (اغلب با رنگ‌های مایل به آبی تیره و/یا رنگین‌تابی) و در چنین مواردی معمولاً از نظر جنسی به شدت دوشکل هستند. با این حال، بیشتر سرده‌ها تقریباً شبیه هم هستند، با پرهای قهوه‌ای تار و خال‌دار و رگه‌دار (مخصوصاً در زیرتنه) برای استتار. بسیاری از آنها آهنگ‌های بسیار عالی، پیچیده، آهنگین و بلند دارند. تعداد قابل توجهی قادر به تقلید آوازی پیچیده هستند.
- زیرآبروکان: زیرآبروک‌ها
- مگس‌گیران: مگس‌گیرها و چک‌های جهان قدیم. تک‌تباری نیاز به تأیید دارد.
- توکایان: توکاها و وابستگان. تک‌تباری نیاز به تأیید دارد.
- کنه‌خوارها، در گذشته معمولاً در خانوادهٔ ساران قرار می‌گرفت.
- ساران: سارها و احتمالاً دارخزک فیلیپینی. قرار دادن دومی در مگس‌گیرواران قوی به نظر می‌رسد، اما گنجاندن در خانوادهٔ ساران نیاز به تأیید دارد. ممکن است خانواده متمایز Rhabdornithidae باشد.
- مقلدمرغان: پرندگان مقلد و کوبنده

### بالاخانواده گنجشک‌واران
- گنجشکان جهان قدیم: گنجشک‌های جهان قدیم
- صعوگان: صعوه‌ها
- Urocynchramidae: سهره پرژوالسکی. اخیراً از سهرگان جدا شده است. به‌طور آزمایشی در اینجا قرار داده شده است.
- سهرگان ریز: سهره‌های ریز (نوک‌مومی‌ها، مونیاها و دیگران)
- مرغان جولا: بافندگان. برخی از اعضای Ploceidae، مانند مرغ بیوه دم‌دراز، به دلیل زیورهای جنسی دقیق خود شناخته شده‌اند.
- نیلی‌مرغان: پرندگان نیلی و Whydahs
- پرندگان آوازخوان نه‌شاه‌پری
  - دم‌جنبانکان: دم‌جنبانک‌ها و پیپت‌ها
  - چکاوک زیتونی: چکاوک زیتونی
  - سهرگان راستین: سهره‌های راستین، شامل عسل‌کش هاوایی
  - زردپره‌واران: واگرایی نُه پرنده پیش‌آوازخوان در جهان جدید[۴][۵][۶]
    - سیاه‌پرگان: سیاه‌پرهای جهان جدید و پری‌شاهرخ‌های جهان جدید
    - چرخ‌ریسک‌نمایان: سسک‌های جهان جدید
    - Icteriidae: چک‌های سینه‌زرد
    - فرخنده‌های هیسپانیولا (Phaenicophilidae): فرخنده‌های هیسپانیولایی
    - Zeledoniidae: الیکایی‌توکاها
    - Teretistridae: سسک‌های کوبایی
    - فرخندگان: فرخنده‌ها و وابستگان
    - کلاه‌پوشان: فرخنده‌های کلاه‌پوش و وابستگان
    - فرخنده‌توکای گلگون: فرخنده‌توکای گلگون
    - Calyptophilidae: چک-فرخنده‌ها
    - Nesospingidae: فرخنده‌های پورتوریکویی
    - Spindalidae: spindalises
    - کاردینالان: کاردینال‌ها
    - زردپرگان راستین: زردپره‌ها
    - گنجشکان جهان جدید: گنجشک‌های آمریکایی
    - سیخک‌درازان: زردپره برفی و پنجه‌بلندها

### گنجشک‌وارگان طبقه‌بندی‌نشده
گنجشک‌وارگان طبقه‌بندی‌نشده (incertae sedis)، گروه نسبتاً پایه‌ای هستند که به نظر می‌رسد اکثر آنها چندین بالاخانواده کوچک اما متمایز را تشکیل می‌دهند. بیشتر در آسیا، آفریقا و آمریکای شمالی یافت می‌شوند.
- بالاخانواده احتمالی "Dicaeoidea" - پرندگان شهدخوار و گل‌کوب.
  - شهدخواران: شهدخوارها
  - گل‌کوبان: گل‌کوب‌ها
- بالاخانواده احتمالی Bombycilloidea - بال‌لاکی‌ها و وابستگان. بال‌لاکیان: بال‌لاکی‌ها
  - چک نخلیان: چک نخلی‌ها. به‌طور آزمایشی در اینجا قرار داده شده است.
  - مگس‌گیر ابریشمی: مگس‌گیرهای ابریشمی. به‌طور آزمایشی در اینجا قرار داده شده است.
  - میوه‌خواران: میوه‌خوارها. به‌طور آزمایشی در اینجا قرار داده شده است.
  - † عسل‌خواران هاوایی (Mohoidae): عسل‌خوارهای هاوایی. به‌طور آزمایشی در اینجا قرار داده شده است.
- بالاخانواده احتمالی چرخ‌ریسک‌واران (Paroidea): چرخ‌ریسک‌ها و وابستگان.
  - چرخ‌ریسکان: چرخ‌ریسک‌ها، chickadees و titmice
  - چرخ‌ریسکان بلوطی: چرخ‌ریسک‌های بلوطی. گاهی اوقات در Paridae گنجانده شده است.
  - مگس‌گیران پریسا: مگس‌گیرهای پریسا ("مگس‌گیر-چرخ‌ریسک"). خانواده‌ای که به تازگی جمع شده‌اند؛ گاهی در Paridae گنجانده می‌شود.
- بالاخانواده احتمالی دارخزک‌واران (یا کمرکلی‌واران): الیکایی‌ها و وابستگان.
  - کمرکلیان (Sittidae): کمرکلی‌ها
  - دیوارخزکان: دیوارخزک‌ها. به‌طور آزمایشی در اینجا قرار داده شده است.
  - دارخزکان: دارخزک‌ها
  - الیکاییان: الیکایی‌ها
  - پشه‌گیران: حشره گیر
- بالاخانواده تک‌نماد احتمالی NN: پرندگان شکری (شکرمرغان).

بستگان عسل‌خواران استرالیایی
- بالاخانواده تک‌نماد احتمالی NN: hyliotas (Hyliotidae؛ قبلاً در Sylviidae).
- بالاخانواده تک‌نماد احتمالی سسک تاج‌طلایی‌واران (Reguloidea)

### احتمالاً ناگنجشک‌وارگان
این دودمان‌ها در زمان‌های اخیر اغلب بر اساس داده‌های هیبرید DNA-DNA به گنجشک‌وارگان نسبت داده شده‌اند. با این حال، آنها احتمالاً در میان پرندگان آوازخوان پایه‌ای و به دودمان کلاغ‌واران یا دودمان‌های پایه‌ای وابسته هستند. اکثر آنها گروه‌های آفریقایی یا والاسی هستند.
- لیموقبایان: لیموقباها در گذشته در خانوادهٔ پشت‌آبیان بوده و ممکن است به‌طور نزدیک مرتبط باشد. شاید کلاغ‌واران نزدیک به کوکوسنگ‌چشم‌ها باشد.
- برگ‌پوشان: پرندگان برگ‌پوش در گذشته در خانوادهٔ پشت‌آبیان بود و ممکن است از نزدیک با هم مرتبط باشند.
- پشت‌آبیان: پری-آبی‌ها در گذشته در خانوادهٔ «لیکویان» یا Pycnonotidae بودند.
- شاه‌توت‌کوبان: توت‌کوب‌ها و نوک‌درازها. در گذشته در خانوادهٔ Dicaeidae بودند؛ شاید کلاغ‌واران نزدیک به کوکوسنگ‌چشم‌ها باشند.
- شاه‌توت‌کوب نگارین: شاه‌توت‌کوب چرخ‌ریسکی و کاکلی در گذشته در خانوادهٔ Dicaeidae یا Melanocharitidae بود. شاید کلاغ‌واران نزدیک به نوک‌شلاقی‌ها باشد.
- گرکلاغان: مرغ‌های سنگی که در گذشته در خانوادهٔ «لیکویان» بودند، اما شاید به سنگ‌پرها (Chetops) نزدیک بوده و گاهی به عنوان شاخه زنده پایه‌ای از Passerida در نظر گرفته شود.
- سنگ‌پرشان: سنگ‌پرش‌های احتمالاً نزدیک به گرلاغ‌ها.
- چشم‌پوپیان: چشم‌پوپی‌ها یامگس‌گیرهای چشم‌پفی در گذشته در خانوادهٔ مگس‌گیران جهان قدیم بودند؛ شاید کلاغ‌واران نزدیک به سنگ‌چشم بیشه باشند.